# Інститут Франції

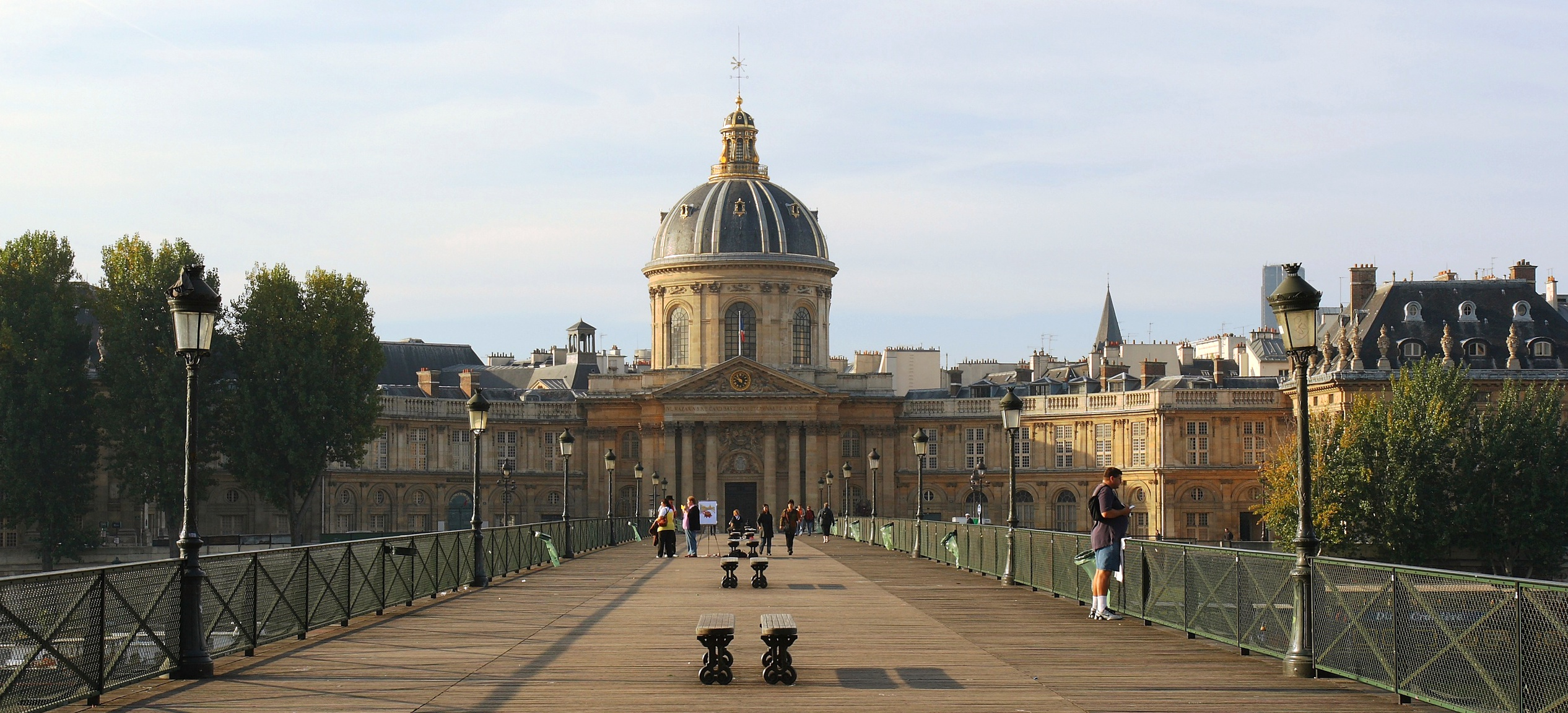
Вид на Інститут Франції з Моста мистецтв

Інститут Франції (фр. Institut de France) — французька академічна установа, до складу якої входять п'ять академій: Французька академія, Академія надписів та красного письменства, Академія наук, Академія моральних і політичних наук та Академія вишуканих мистецтв.

## Історія
Засновано 25 жовтня 1795. Його штаб-квартира — будівля з назвою Інститут Франції за адресою Набережна Конті, 23.
Повноваження президента Інституту тривають один рік. Цю посаду почергово обіймають президенти академій-членів (у випадку Французької академії — постійний секретар).